# Villieu-Loyes-Mollon
Villieu-Loyes-Mollon ist eine französische Gemeinde mit 3.831 Einwohnern (Stand: 1. Januar 2022) im Département Ain in der Region Auvergne-Rhône-Alpes. Sie gehört zum Arrondissement Belley, zum Kanton Lagnieu und zum Gemeindeverband Plaine de l’Ain. Die Einwohner werden Villacuciens, Loyards bzw. Mollonais genannt.

## Geografie
Die Gemeinde Villieu-Loyes-Mollon liegt am Fluss Ain und seinen kleinen Zuflüssen Gardon und Toison in der Landschaft Côtière am Südostrand der Dombes.
Umgeben wird Villieu-Loyes-Mollon von den Nachbargemeinden Châtillon-la-Palud im Norden, Saint-Maurice-de-Rémens im Nordosten, Chazey-sur-Ain im Osten und Südosten, Meximieux im Süden und Westen, Rignieux-le-Franc im Westen und Nordwesten sowie Crans im Nordwesten.

## Geschichte
Die Orte Villieu, Loyes und Mollon waren bis 1994 eigenständig und wurden dann zusammengeschlossen.

### Bevölkerungsentwicklung
| Jahr                       | 1962 | 1968 | 1975 | 1982 | 1990 | 1999 | 2011 | 2021 |
| Einwohner                  | 601  | 732  | 1512 | 1801 | 2182 | 2407 | 3174 | 3793 |
| Quellen: Cassini und INSEE |      |      |      |      |      |      |      |      |

## Sehenswürdigkeiten
- Kirche Saint-Pierre in Villieu
- Kirche Sainte-Madeleine in Loyes
- Kirche Saint-Laurent in Mollon
- Schloss Loyes aus dem 18. Jahrhundert, seit 2008 Monument historique
- Wasserturm

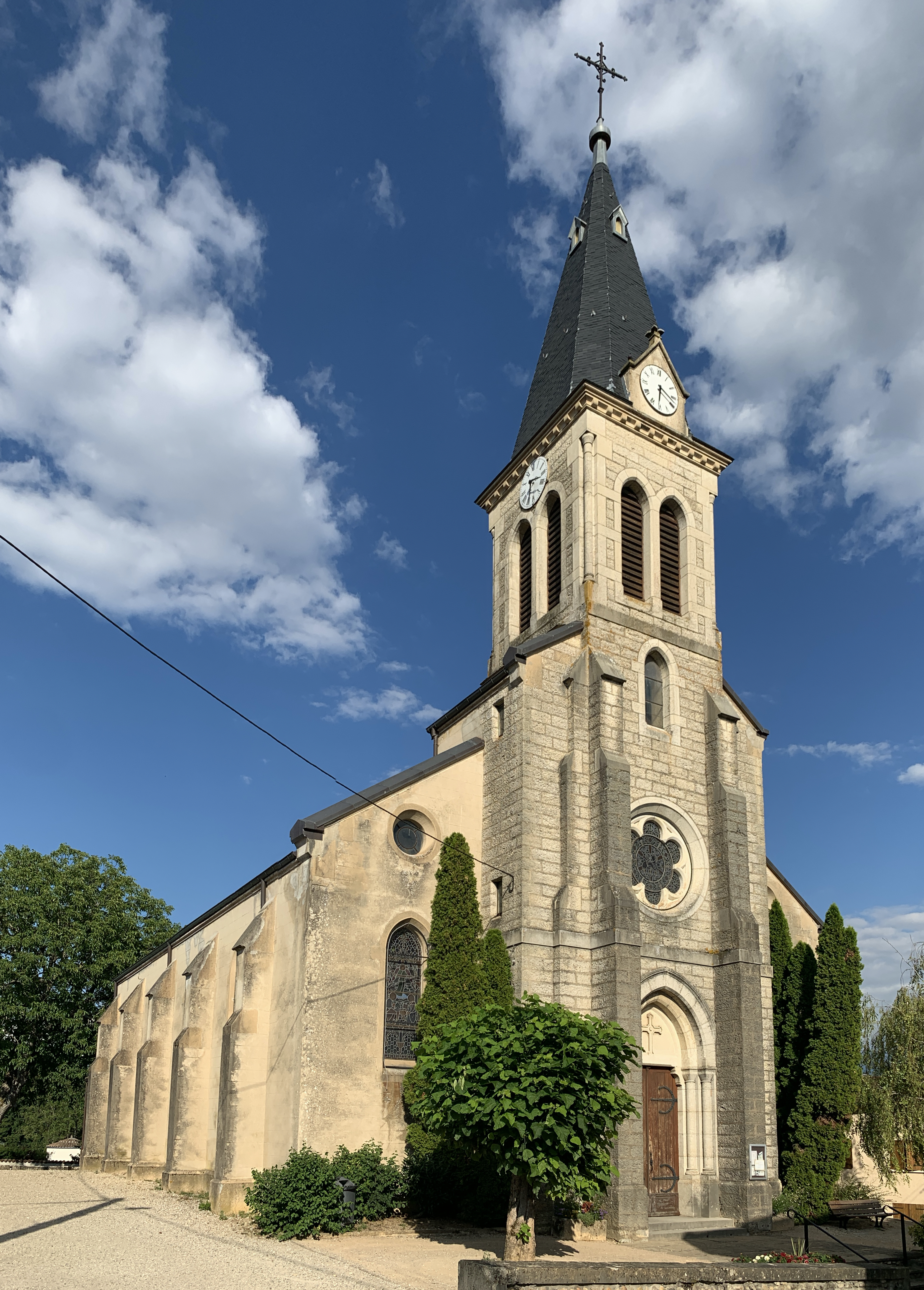
Kirche Saint-Pierre
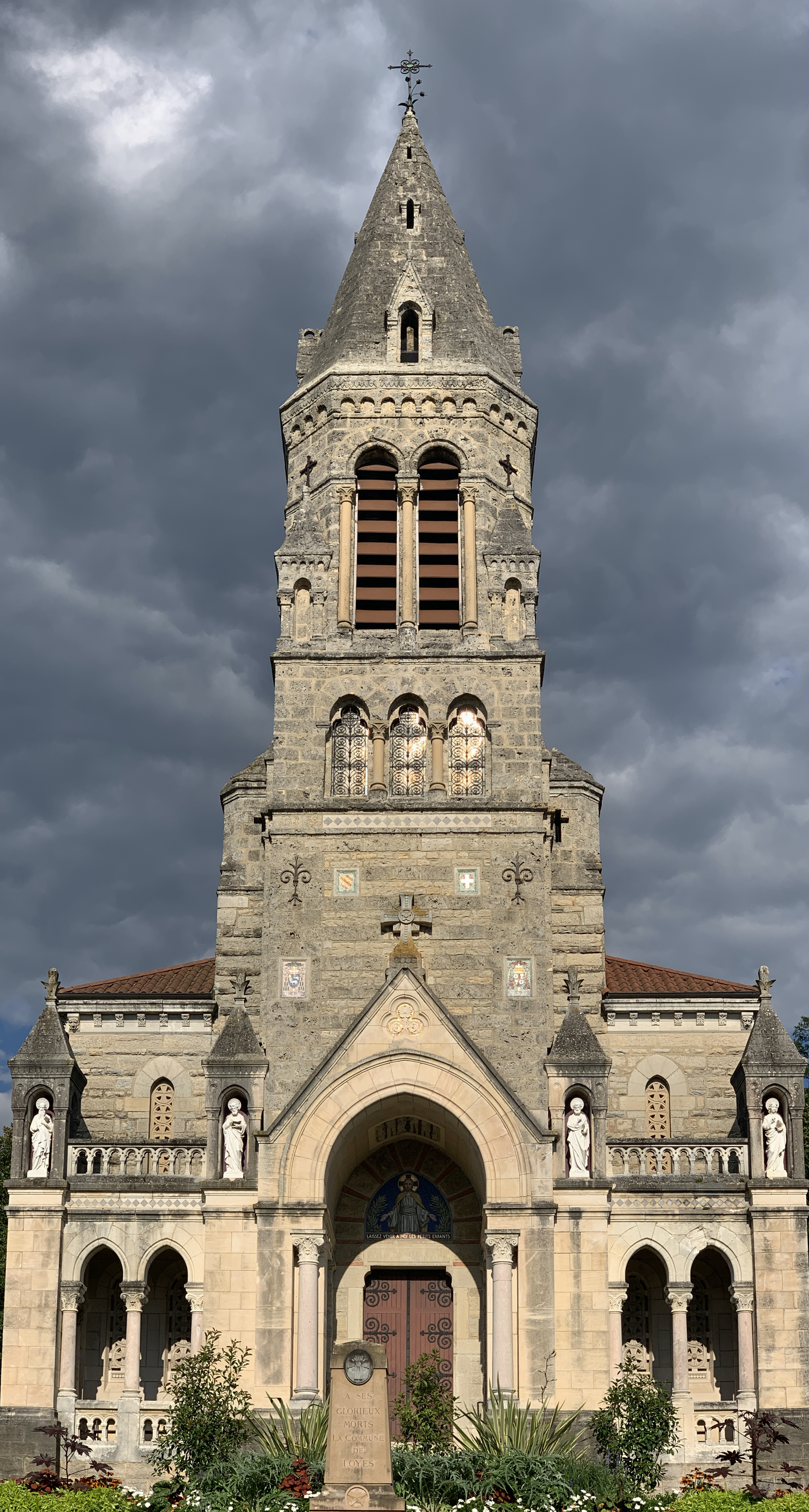
Kirche Sainte-Madeleine
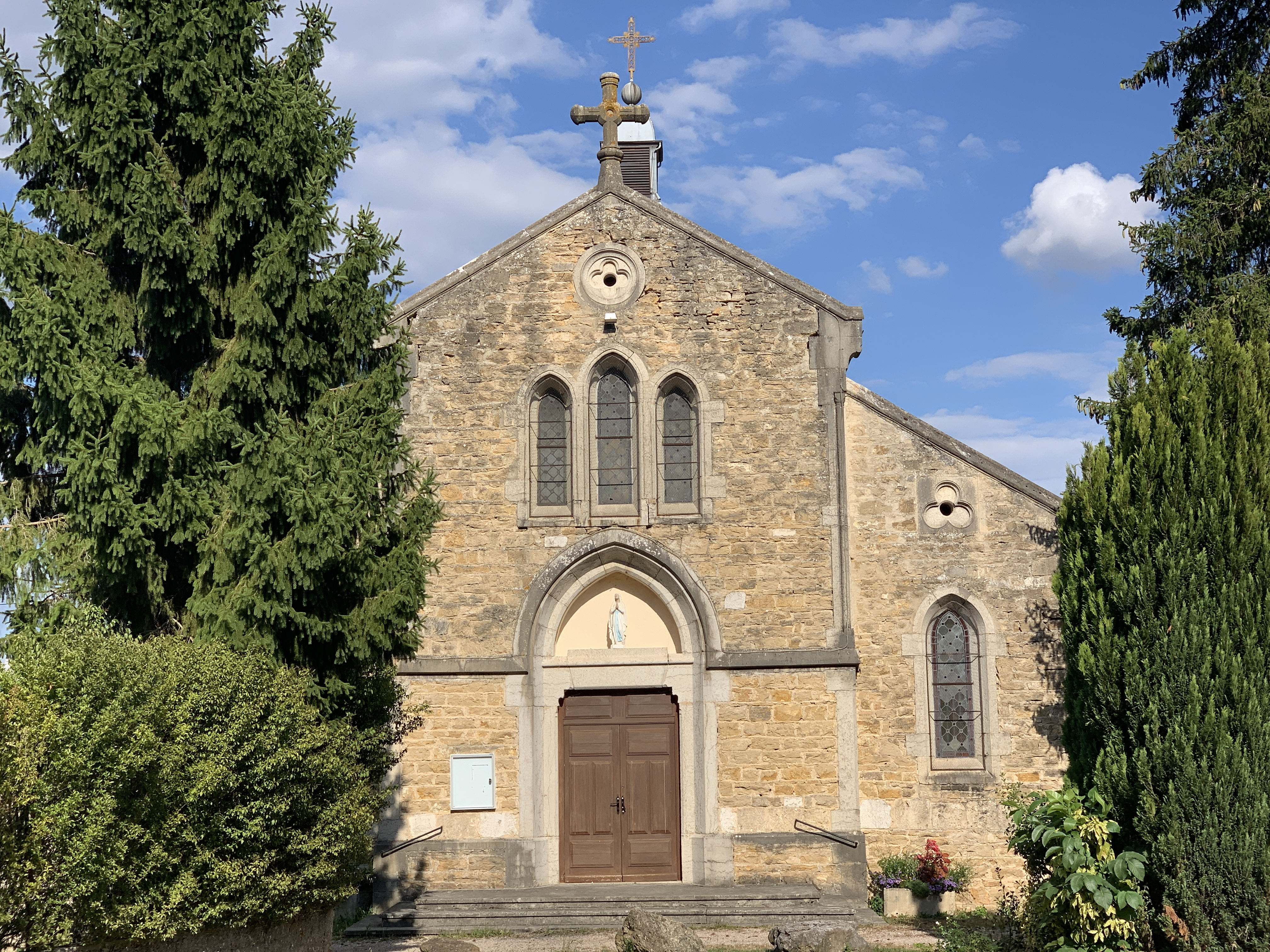
Kirche Saint-Laurent
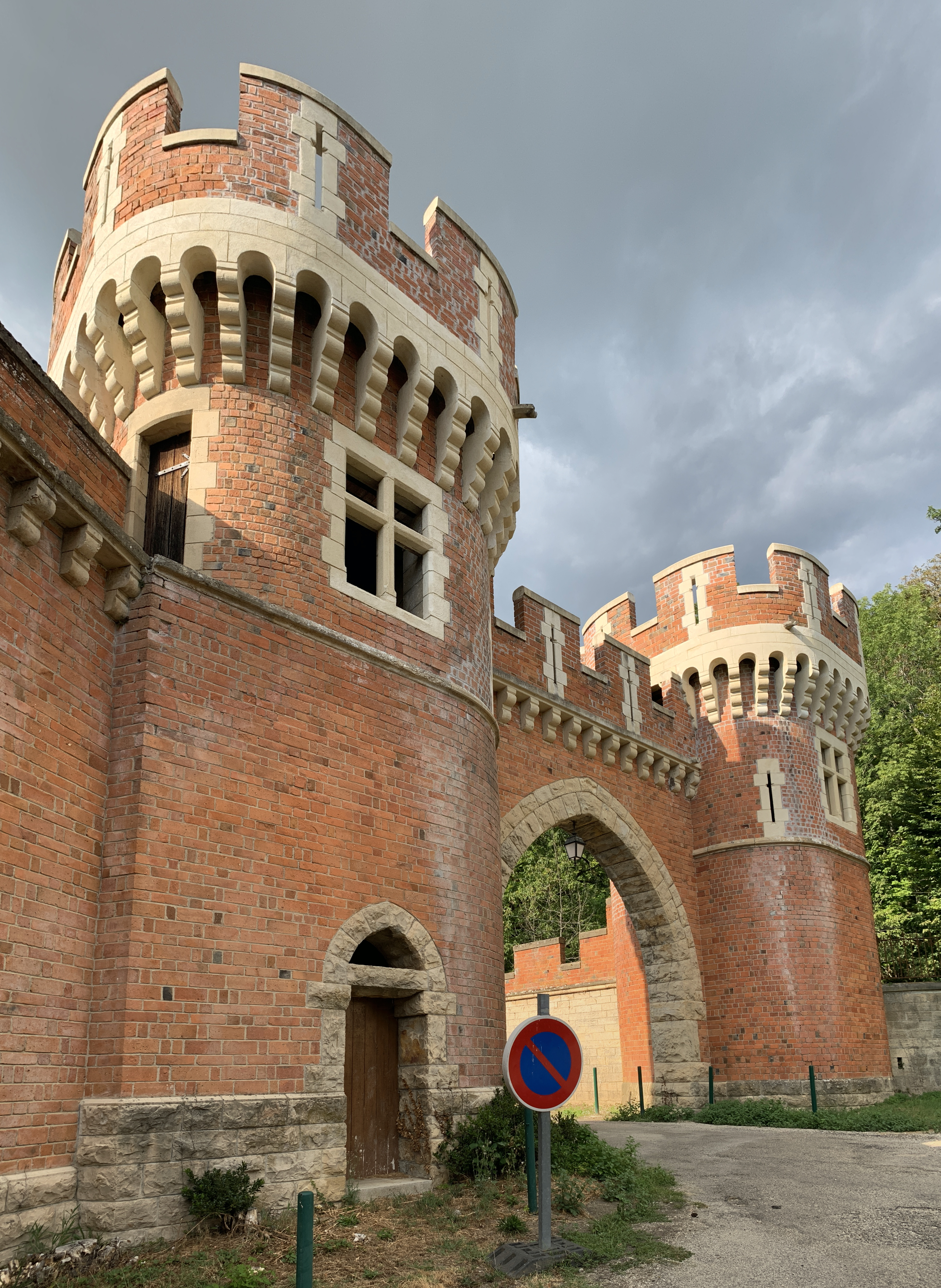
Schloss Loyes
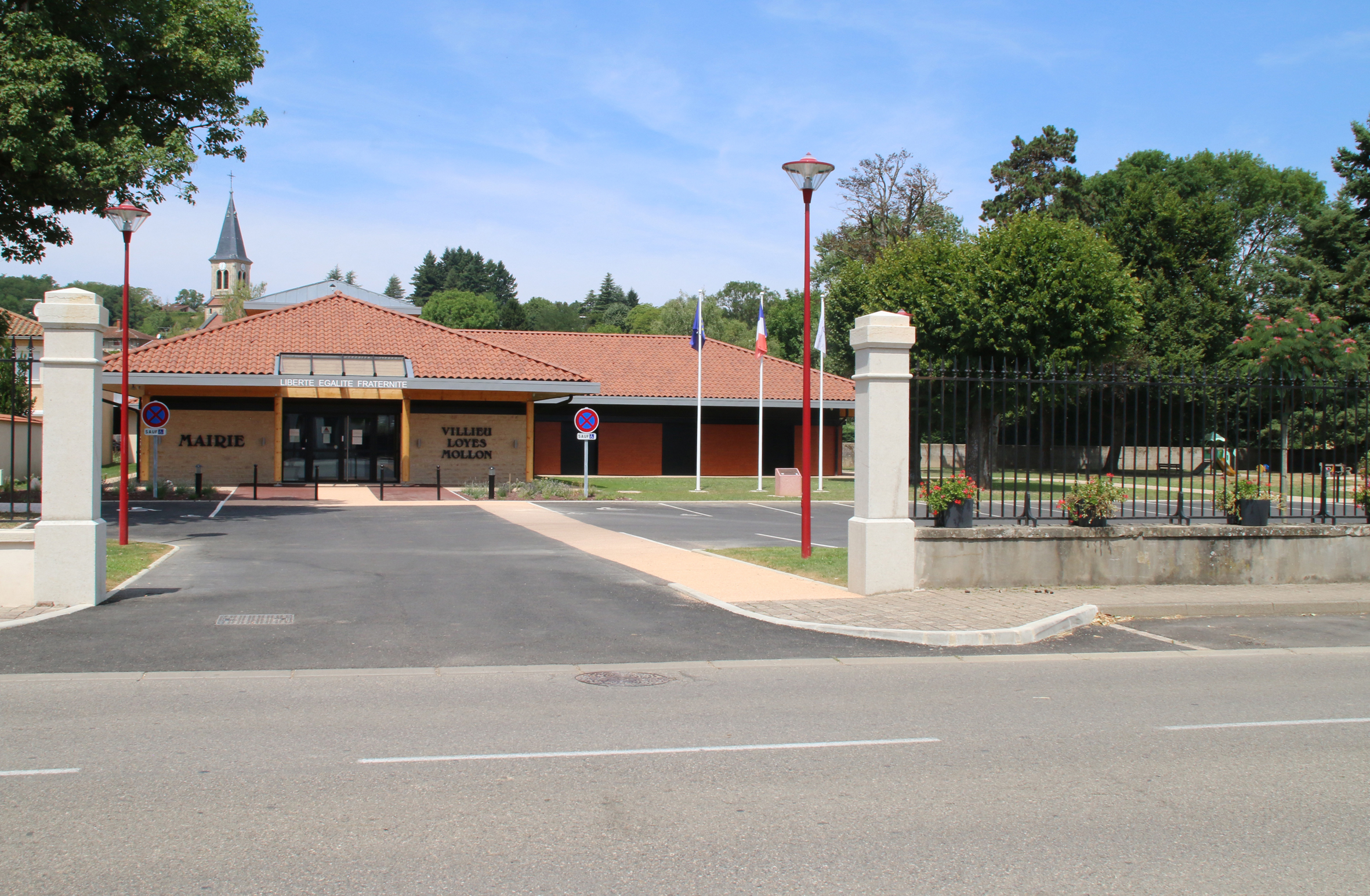
Mairie (Bürgermeisteramt)
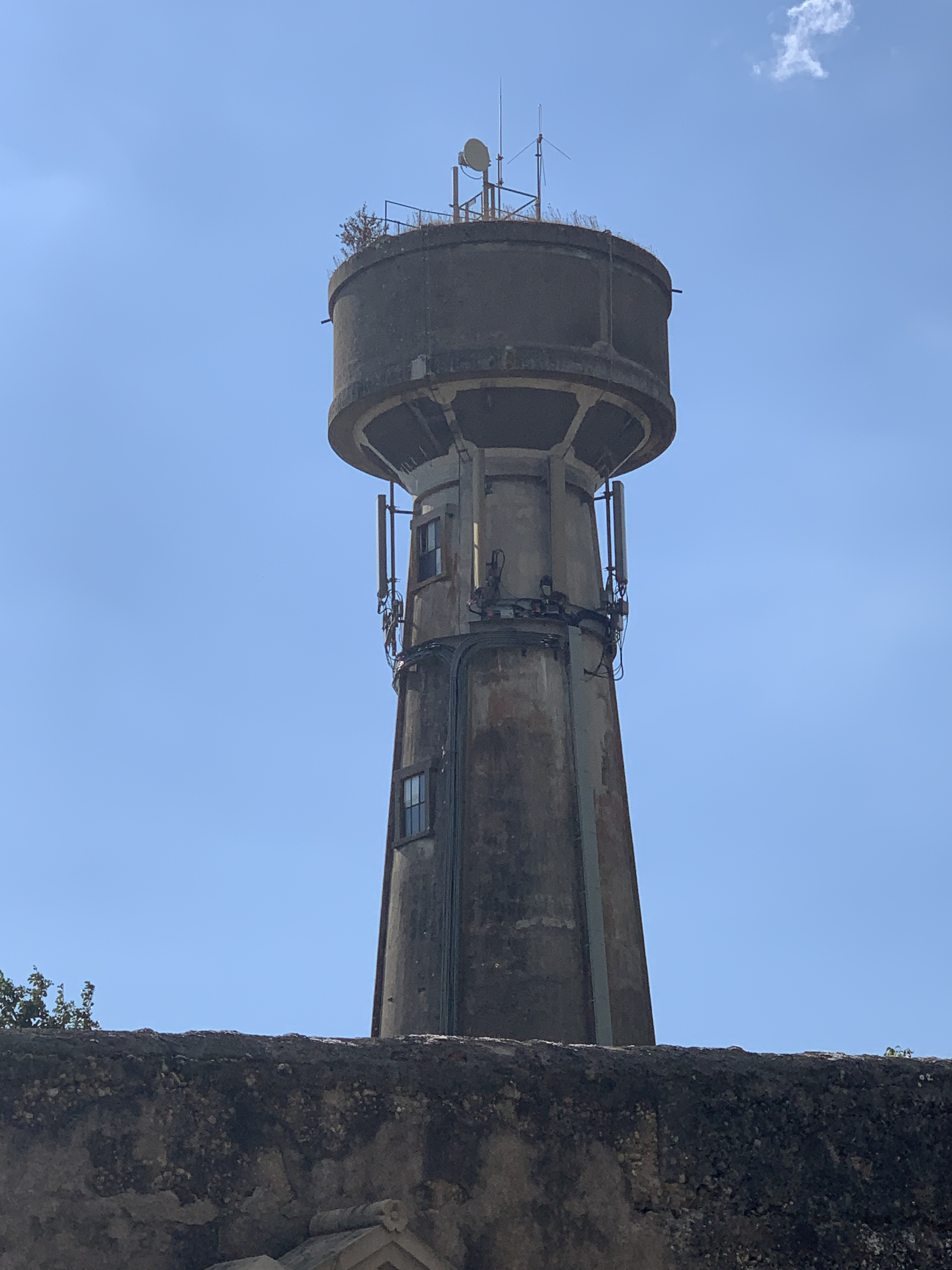
Wasserturm
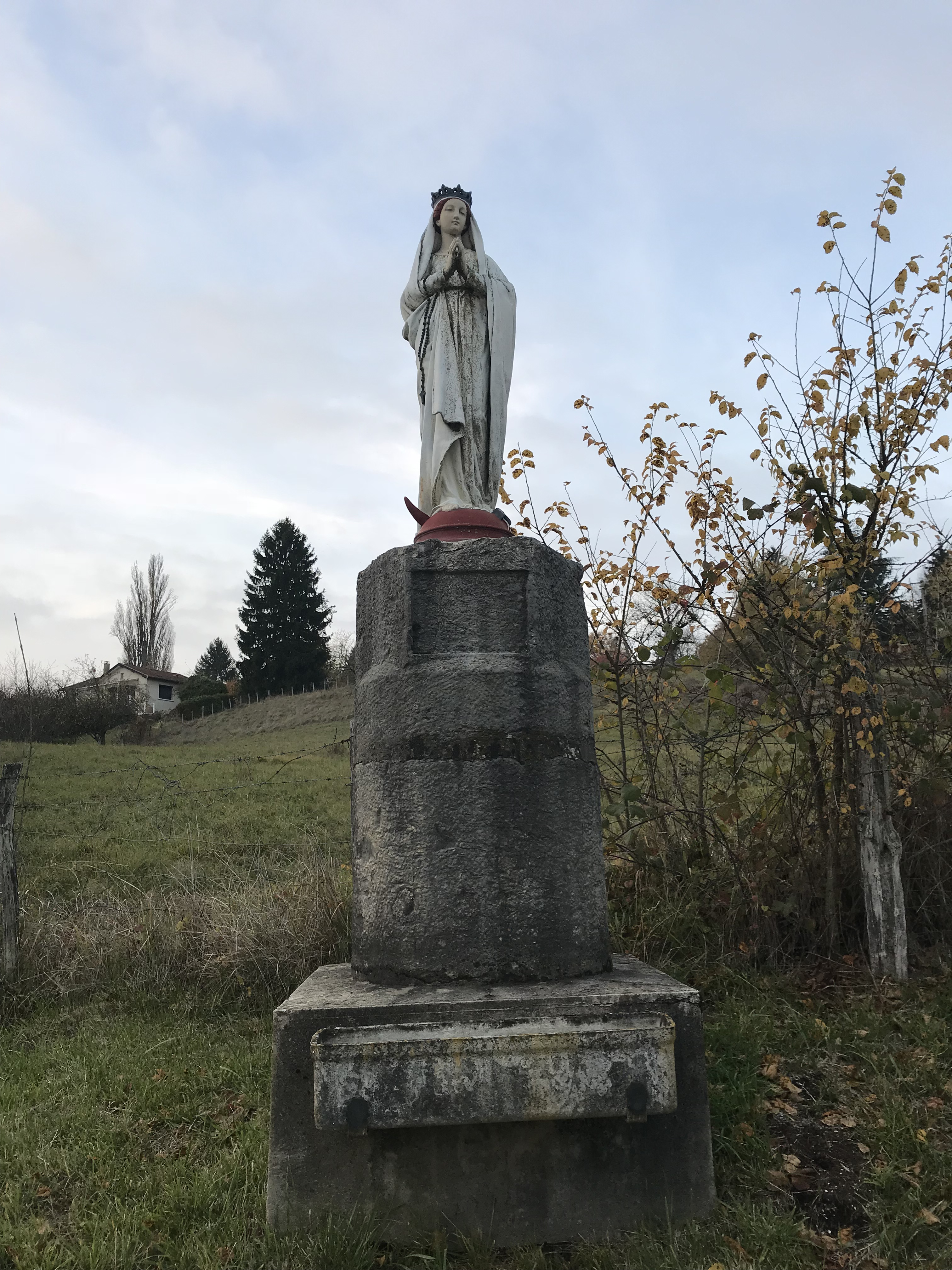
Marienstatue in Mollon
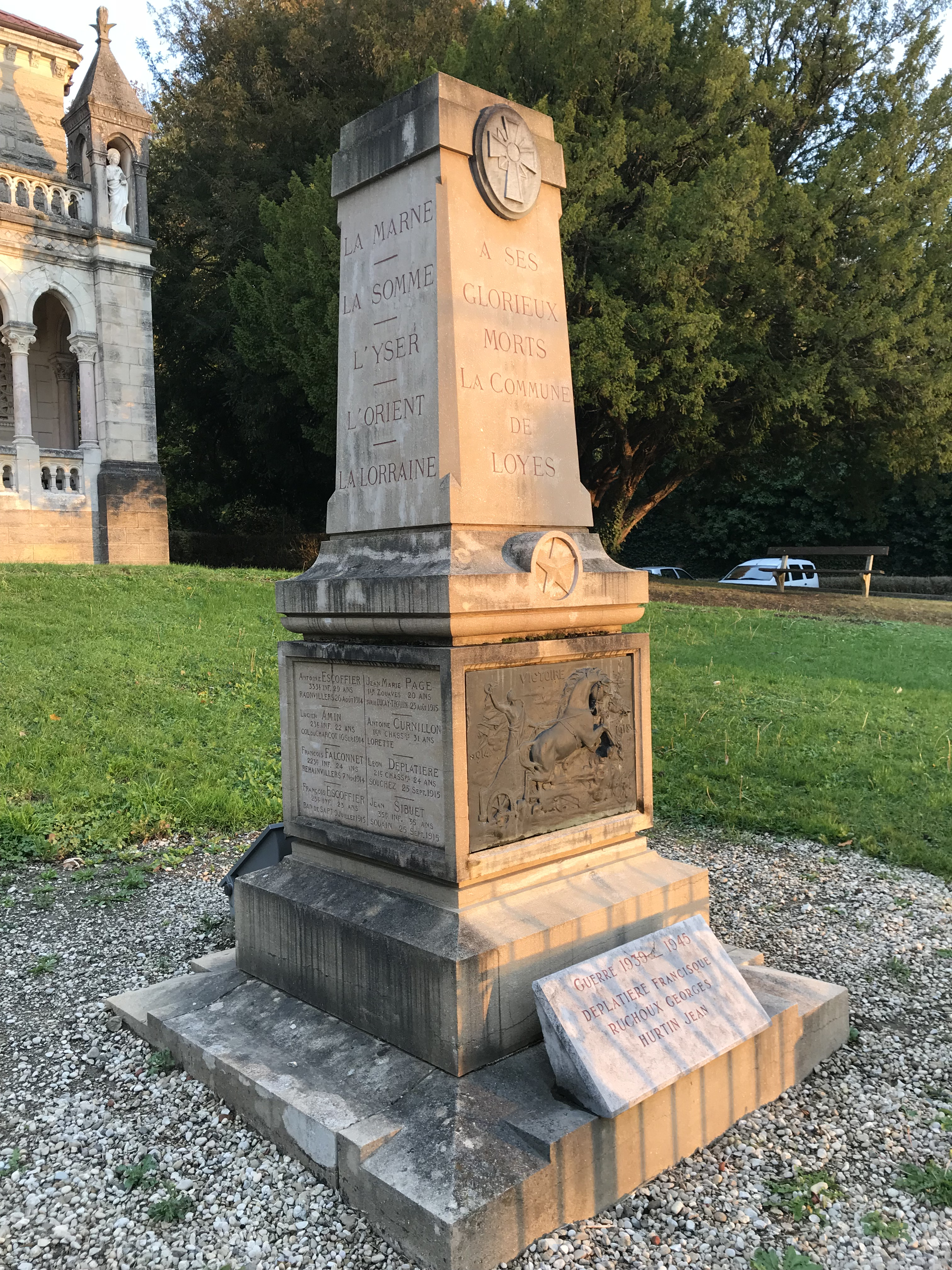
Gefallenendenkmal in Loyon

## Gemeindepartnerschaft
Mit der tschechischen Gemeinde Dobřichovice im Bezirk Praha-západ (Zentralböhmen) besteht seit 2002 eine Partnerschaft.